# 민주평등사회를 위한 전국교수연구자협의회
민주평등사회를 위한 전국교수연구자협의회(民主平等社會를 위한 全國敎授硏究者協議會, National Council of Professors and Researchers for Democratic and Equal Society)는 1987년 6월 26일에 민주화를 위해 결성된 교수·연구자 단체이다. 약칭은 민교협이다. 이들은 지속적으로 사회민주화, 학원민주화를 위한 투쟁을 전개해 왔다. 
단체의 구성원을 기존의 정규직 교수에서 모든 학술 연구자들로 확대하고자 2019년 6월 26일에 명칭을 민주화를 위한 전국교수협의회에서 현재 명칭으로 변경하였다.